# Coelinidea meromyzae
Coelinidea meromyzae är en stekelart som först beskrevs av Forbes 1884.  Coelinidea meromyzae ingår i släktet Coelinidea och familjen bracksteklar. Inga underarter finns listade i Catalogue of Life.